# Arrondissement de Perpignan
L'arrondissement de Perpignan est une division administrative française, située dans le département des Pyrénées-Orientales et la région Occitanie.

## Composition

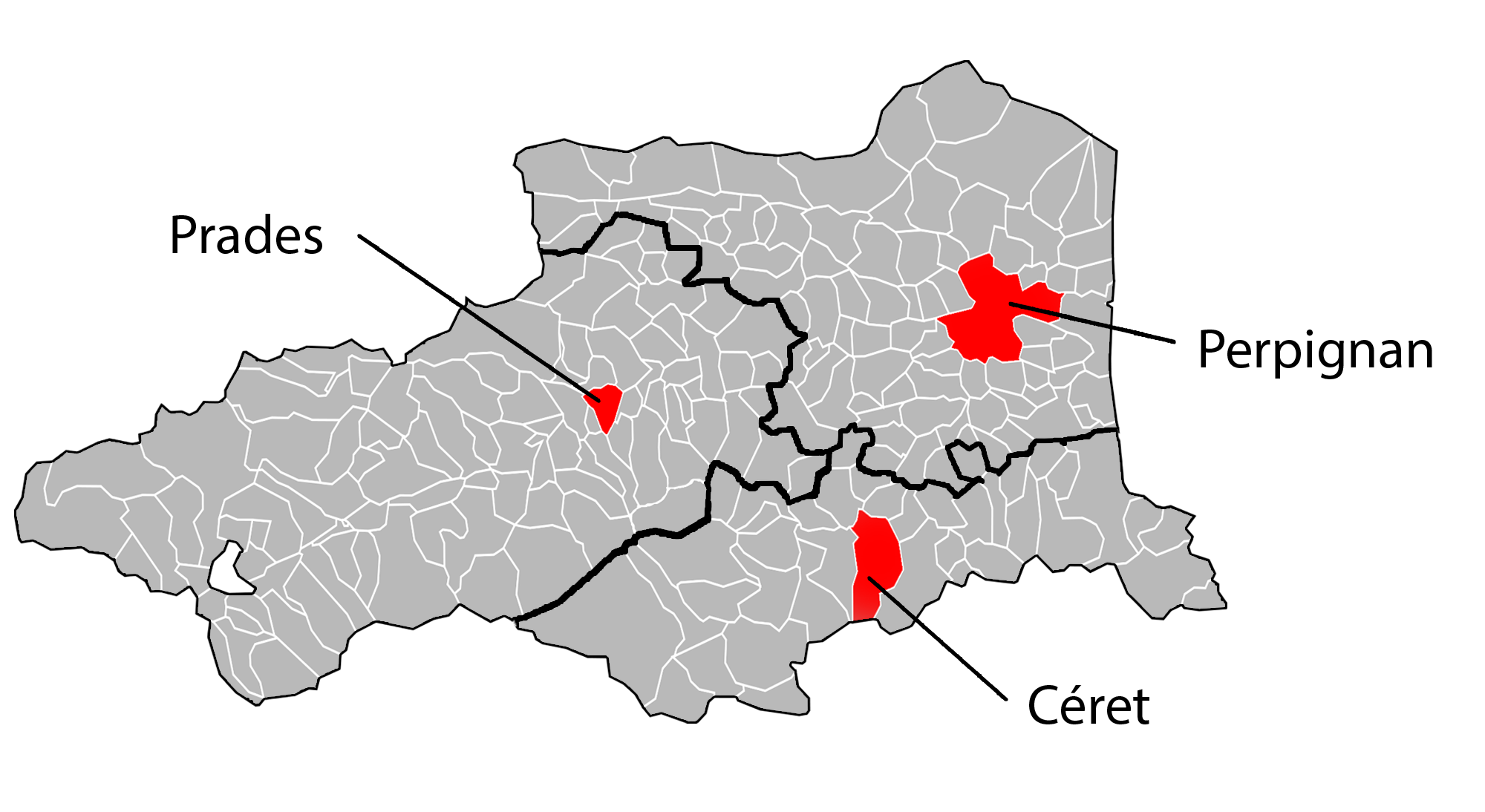
Les 3 arrondissements des Pyrénées-Orientales avant 2017.

Au 1er janvier 2017, les communes suivantes sont retirées de l'arrondissement de Perpignan : 
- Ansignan, Bélesta, Caramany, Caudiès-de-Fenouillèdes, Corbère, Corbère-les-Cabanes, Corneilla-la-Rivière, Fenouillet, Fosse, Lansac, Latour-de-France, Lesquerede, Maury, Millas, Nefiach, Planèzes, Prugnanes, Rasiguères, Saint-Arnac, Saint-Feliu-d’Amont, Saint-Martin-de-Fenouillet, Saint-Paul-de-Fenouillet, Vira sont transférées à l'arrondissement de Prades ;
- Alénya, Bages, Brouilla, Camélas, Caixas, Castelnou, Corneilla-del-Vercol, Elne, Fourques, Latour-Bas-Elne, Llauro, Montescot, Ortaffa, Passa, Sainte-Colombe-de-la-Commanderie, Saint-Cyprien, Saint-Jean-Laseille, Terrats, Théza, Thuir, Tordères, Tresserre, Trouillas, Villemolaque sont rattachées à celui de Céret.

L'arrondissement de Perpignan est alors constitué des communes de deux communautés de communes : Perpignan Méditerranée et Salanque-Méditerranée-Corbières.

### Découpage communal depuis 2015
Depuis 2015, le nombre de communes des arrondissements varie chaque année soit du fait du redécoupage cantonal de 2014 qui a conduit à l'ajustement de périmètres de certains arrondissements, soit à la suite de la création de communes nouvelles. Le nombre de communes de l'arrondissement de Perpignan est ainsi de 86 en 2015, 86 en 2016 et 39 en 2017.
Au 1er janvier 2024, l'arrondissement groupe les 39 communes suivantes :
1. Baho
2. Baixas
3. Le Barcarès
4. Bompas
5. Cabestany
6. Calce
7. Canet-en-Roussillon
8. Canohès
9. Cases-de-Pène
10. Cassagnes
11. Claira
12. Espira-de-l'Agly
13. Estagel
14. Llupia
15. Montner
16. Opoul-Périllos
17. Perpignan
18. Peyrestortes
19. Pézilla-la-Rivière
20. Pia
21. Pollestres
22. Ponteilla
23. Rivesaltes
24. Saint-Estève
25. Saint-Féliu-d'Avall
26. Saint-Hippolyte
27. Saint-Laurent-de-la-Salanque
28. Sainte-Marie-la-Mer
29. Saint-Nazaire
30. Saleilles
31. Salses-le-Château
32. Le Soler
33. Tautavel
34. Torreilles
35. Toulouges
36. Villelongue-de-la-Salanque
37. Villeneuve-de-la-Raho
38. Villeneuve-la-Rivière
39. Vingrau

## Démographie
En 2022, l'arrondissement comptait 295 776 habitants.
| 1968    | 1975    | 1982    | 1990    | 1999    | 2006    | 2011    | 2016    | 2021    |
| ------- | ------- | ------- | ------- | ------- | ------- | ------- | ------- | ------- |
| 195 977 | 211 453 | 242 198 | 265 223 | 287 272 | 319 639 | 337 765 | 285 077 | 292 142 |

| 2022    | - | - | - | - | - | - | - | - |
| ------- | - | - | - | - | - | - | - | - |
| 295 776 | - | - | - | - | - | - | - | - |